# 梅尼勒马丹萨尔
梅尼勒马丹萨尔（法語：Mesnil-Martinsart，法語發音：[menil maʁtɛ̃saʁ]）是法国上法蘭西大區索姆省的一个市镇，属于佩罗讷区。

## 地名
法语人名在日常人名译名以及《世界人名翻譯大辭典》、《法语姓名译名手册》等主流人名译名类书籍资料中多译作“马丁”，不过在《世界地名翻译大辞典》、《世界地名译名词典》和《法国地图册》等主流地名译名类书籍资料中多译作“马丹”。

## 地理
梅尼勒马丹萨尔（50°3'13"N, 2°38'54"E）面积8.76 平方千米，位于法国上法蘭西大區索姆省，该省份为法国北部沿海省份，北起加来海峡省和北部省，西接滨海塞纳省和大西洋英吉利海峡，南至瓦兹省，东临埃纳省。
与梅尼勒马丹萨尔接壤的市镇（或旧市镇、城区）包括：阿爾貝、欧雄维莱、欧蒂耶、阿沃吕、博蒙阿梅勒、布赞库尔、昂格勒贝尔梅尔。
梅尼勒马丹萨尔的时区为UTC+01:00、UTC+02:00（夏令时）。

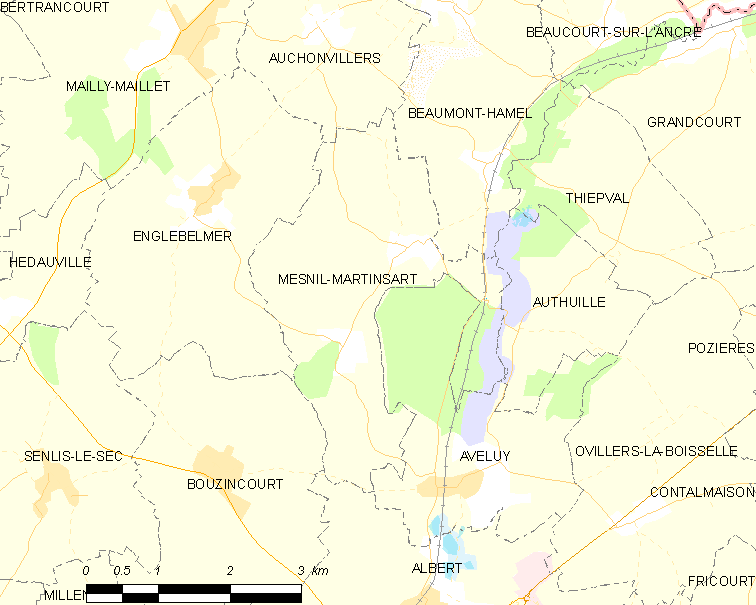
梅尼勒马丹萨尔的OSM定位图

## 行政
梅尼勒马丹萨尔的邮政编码为80300，INSEE市镇编码为80540。

## 政治
梅尼勒马丹萨尔所属的省级选区为阿尔贝县。

## 人口

1962-2008年间梅尼勒马丹萨尔人口变化图示

梅尼勒马丹萨尔于2022年1月1日时的人口数量为237人。